# Jarosławka (obwód chmielnicki)
Jarosławka (ukr. Ярославка) – wieś na Ukrainie, w obwodzie chmielnickim, w rejonie chmielnickim, w hromadzie Międzybóź. W 2001 liczyła 760 mieszkańców, spośród których 752 wskazało jako ojczysty język ukraiński, a 8 rosyjski.